# NGC 137
NGC 137 (ook wel PGC 1888, UGC 309, MCG 2-2-17, ZWG 434.19 of KARA 25) is een lensvormig sterrenstelsel in het sterrenbeeld Vissen.
NGC 137 werd op 23 november 1785 ontdekt door de Britse astronoom William Herschel.